# Open Platform Communications
OLE for process control, OPC – otwarty standard komunikacyjny stosowany w automatyce przemysłowej i informatycznych systemach wyższych warstw, a mianowicie biznesowej i zarządzania, przedsiębiorstw przemysłowych. Interoperacyjność aplikacji jest zapewniona dzięki utworzeniu i utrzymywaniu specyfikacji otwartych standardów. Utrzymaniem i rozwojem standardu zajmuje się OPC Foundation.
OPC powstał i został tak zaprojektowany, aby łączyć aplikacje bazujące na systemach operacyjnych ogólnego stosowania (np. Windows) ze sprzętem i oprogramowaniem aplikacyjnym automatyki przemysłowej (urządzenia procesowe), nadzorującym i sterującym procesem technologicznym. Jest to otwarty standard komunikacji, który pozwala używać jednolitych metod dostępu i opisu danych (interfejsu) dla procesu technologicznego. Metody te są niezależne od typu oraz źródła danych.
Dla wielu pakietów oprogramowania serwer OPC dostarcza w jednolity sposób danych z urządzeń sterujących i nadzorujących proces technologiczny (dane procesowe) takich, jak sterowniki PLC, czy systemy DCS. Tradycyjnie, jeżeli jakieś oprogramowanie ma mieć dostęp do danych procesowych, musi zostać zaimplementowany specjalny sterownik. Zadaniem OPC jest zdefiniowanie wspólnego interfejsu, który – utworzony raz – może być wykorzystywany przez dowolnego klienta biznesowego, oprogramowanie SCADA, HMI lub dowolny pakiet oprogramowania. Jeżeli serwer OPC zostanie stworzony dla konkretnego urządzenia, może być wykorzystany ponownie przez dowolną aplikację, która pełni rolę klienta OPC.
Bazując na standardach Microsoft OLE (ang. Object Linking and Embedding), COM (ang. Component Object Model) i DCOM (ang. Distributed Component Object Model), technologia OPC definiuje interfejsy przeznaczone do komunikacji z urządzeniami przemysłowymi, przez co pozwala uniezależnić oprogramowanie monitorujące od różnorodnych rozwiązań stosowanych przez producentów sprzętu procesowego. Technologie COM/DCOM dostarczają infrastrukturę i środowisko programistyczne dla tworzenia i rozwoju oprogramowania. Obecnie są dostępne setki serwerów i klientów OPC.

## Specyfikacje
W ramach projektu zajmującego się standaryzacją OPC powstały różne specyfikacje, z których każda definiuje odrębną funkcjonalność. Wśród istniejących specyfikacji możemy wyróżnić:
- OPC Data Access (OPC DA) – umożliwia dostęp do aktualnych danych generowanych w czasie rzeczywistym. Przy pomocy OPC DA do serwera OPC kierowane są zapytania o aktualne wartości zmiennych procesowych – np. temperatur, ciśnień itp. Komunikacja z każdym serwerem odbywa się w taki sam sposób, z wykorzystaniem tego samego formatu. Klient nie musi wiedzieć w jaki sposób serwer komunikuje się z urządzeniem. Wielu klientów może korzystać jednocześnie z tych samych danych udostępnianych przez serwer.

- OPC Historical Data Access (OPC HDA) – umożliwia przeglądanie i analizę zgromadzonych danych historycznych, np. w celu oceny wydajności systemu czy przewidywania błędów. Klient uzyskuje dostęp do zarchiwizowanych danych (odczytów jakiegoś urządzenia itp.) poprzez zgłaszanie zapytań do serwera OPC HDA.

- OPC Alarms & Events (OPC A&E) – służy do informowania o występujących w systemie zdarzeniach i zgłaszanych alarmach. Przez alarm rozumiany jest nienormalny stan jakiegoś obiektu, wymagający szczególnej uwagi. Zdarzenie może być związane ze stanem, jak np. zdarzenie przejścia danej wartości do poziomu alarmowego lub niezwiązane ze stanem, jak zmiany konfiguracji, czy błędy systemowe. Serwery OPC A&E mogą pobierać dane bezpośrednio z urządzenia lub z serwera OPC DA. Serwer OPC A&E może być samodzielnym modułem lub też wchodzić w skład serwera OPC DA.

- OPC Security – służy zapewnieniu bezpieczeństwa dostępu do danych oferowanych przez serwery OPC. Umożliwia poprawną weryfikację klienta, który chce uzyskać dostęp i poprawności transmisji (czy dane nie zostały zmienione).

- OPC Batch

- OPC Unified Architecture – jest niezależnym od platformy systemowej standardem, który pozwala na komunikację pomiędzy różnymi typami systemów i urządzeń poprzez wysyłanie wiadomości pomiędzy klientem a serwerem. OPC Unified Architecture, bazuje na ogólnie przyjętych komunikacyjnych protokołach takich jak TCP/IP, HTTP, SOAP, co zapewnia bardzo dużą skalowalność rozwiązań bazujących na tej technologii. OPC Unified Architecture umożliwia przesyłanie danych za pośrednictwem różnych formatów m.in. formatu opartego na XML i formatu binarnego. Serwer OPC oparty na Unified Architecture definiuje swoim klientom zestaw usług, jakie oferuje oraz format danych procesowych za pośrednictwem, którego ma odbywać się komunikacja. W poprzedniej wersji standardu OPC każda ze specyfikacji (np. OPC-DA, OPC-HDA) definiowała swoją własną przestrzeń adresową i swój własny zestaw usług. OPC Unified Architecture definiuje zunifikowaną przestrzeń adresową (ang. Address Space) oraz szereg usług (ang. Services), które mogą być udostępnione przez serwery OPC.